# Рамочная конвенция Всемирной организации здравоохранения по борьбе против табака
Рамочная конвенция Всемирной организации здравоохранения по борьбе против табака (РКБТ ВОЗ) — договор, принятый под эгидой Всемирной организации здравоохранения (ВОЗ) в качестве ответной меры на глобализацию табачной эпидемии. Подписание соглашения состоялось в 2003 году на 56-й сессии Всемирной ассамблеи здравоохранения. РКБТ стала первым договором, когда-либо принятым под эгидой ВОЗ, а также первым глобальным договором в области общественного здравоохранения. Она является одним из наиболее широко и быстро ратифицированных соглашений в истории ООН.
По состоянию на сентябрь 2021 года в РКБТ входило 182 страны, в которых проживает около 90 % населения мира. ВОЗ настаивает, что реализация всех положений РКБТ всеми её сторонами необходима, чтобы «положить конец» табачной эпидемии.
Конвенция признана одним из важнейших достижений в области защиты здоровья населения. Её основной целью является защита нынешнего и будущих поколений от разрушительных для здоровья, социума, экологии и экономики последствий употребления табака за счёт обеспечения правовой основы для мер по борьбе с вредной привычкой.
РКБТ призвана укрепить региональную и глобальную координацию борьбы с табачной эпидемией. Её сторонами могут выступать не только отдельные правительства, но также государственные или региональные организации экономической интеграции, например, Европейский союз.
Подписание РКБТ послужило катализатором действий на национальном уровне во многих странах мира. Так, среди основных обязательств сторон налоговое регулирование табачной сферы, увеличение акцизов до более чем 75 % от розничной цены табачных изделий; введение полного запрета на рекламу, спонсорство и продвижение табачной продукции; разработка и внедрение графических предупреждающих надписей; введение запрета на курение в общественных локациях, на рабочих местах, в общественном транспорте, общественных и образовательных учреждениях; введение ограничений к составу табачных изделий и обязать производителей раскрывать его; повышение осведомлённости о вреде курения среди населения, проводить санитарно-просветительские программы; создание инфраструктуры и программы для помощи в отказе от курения; контроль за осуществлением мер и представление отчётов на Конференции сторон РКБТ; содействие международному сотрудничеству в борьбе с табачной эпидемией, обмениваться научно-техническими достижениями.

## Предпосылки
Изначально Всемирная организация здравоохранения (ВОЗ) признавала антитабачные меры необходимыми в работе с сердечно-сосудистыми заболеваниями. В 1970-х годах прошёл ряд совещаний, на которых обсуждались цели и задачи организации в предотвращении табачной эпидемии. Представители ВОЗ обсудили данные о вреде табакокурения и подготовили ряд антитабачных рекомендаций для реализации на национальном уровне. Основными задачами они назвали:
- Введение запретов на курение в медицинских, образовательных, государственных учреждениях, рабочих местах и транспорте.
- Оценку состояния эпидемии в разных странах.
- Разработку долгосрочных скоординированных кампаний по противодействию эпидемии.
- Санитарно-просветительские программы.
- Работу с отдельными социальными группами (молодёжью, женщинами, работниками здравоохранения).

Однако полноценно рекомендации экспертов не были реализованы ни в одной стране мира. Поэтому на совещании Комитета ВОЗ по борьбе с курением в 1978 году политика за полную ликвидацию вредной привычки была признана «единственно правильным курсом». К 1980 году эксперты сошлись во мнении, что частичные ограничения неэффективны и необходима слаженная работана межправительственном уровне. В этот период представители ВОЗ сформировали основные рекомендации по вопросам табакокурения. Идентичные положения выпустили Международный противораковый союз и Международный союз борьбы с туберкулёзом. Рекомендации подчёркивали важность развития негативного отношения к курению, запрета табачной рекламы, противодействия росту табачного рынка и установлению предельно допустимых концентраций вредных веществ. ВОЗ организовывала консультативные группы ООН, исследовала возможности замещения табакокурения другими сельскохозяйственными культурами и пути реализации подобных программ, изучала особенности рынка в развивающихся странах. Организация также финансировала тематические конференции и работала с неправительственными объединениями.
Тем не менее, ряд факторов способствовал распространению табачной эпидемии в глобальном масштабе. Он включает либерализацию торговли, инвестиции в табачную промышленность развивающихся стран, глобальный маркетинг, транснациональную рекламу, стимулирование продаж и спонсорство, а также контрабанду поддельных сигарет. В конце 1990-х годов распространённость курения привела к резкому росту заболеваемости связанных с ним заболеваний. Наиболее пагубное воздействие оказывается на сердечно-сосудистую и респираторную системы организма, вызывая хроническую обструктивную болезнь лёгких, астму, ишемическую болезнь сердца и инсульт, болезнь Бюргера (или облитерирующий тромбангиит), атеросклероз, заболевания периферических артерий, тромбозы и другое. Курение  катализирует развитие онкологических заболеваний, в особенности рака лёгких и бронхов, ротовой полости и гортани, пищевода желудка, печени и почечной лоханки. Таким образом, употребление табака было признано одной из ведущих причин преждевременной смертности во всём мире, ответственной примерно за семь миллионов из них ежегодно. По оценкам ВОЗ, дальнейшее развитие эпидемии может привести к преждевременной смерти около 1 миллиарда человек в течение XXI века, 80 % из них — в странах с низким и средним доходом.
Видимое усугубление табачной эпидемии и её последствий показало необходимость принятия конструктивных мер на международном уровне. В 1993—1995 годах активисты Рут Ремер, Милтон Ремер и Аллин Тейлор и другие выступили с инициативой использовать конституционные полномочия ВОЗ и разработать международную конвенцию для улучшения здоровья людей во всём мире. Они предложили ВОЗ различные варианты, рекомендуя подход рамочной конвенции и протокола глобального регулирования сферы, концептуально разработанный Тейлор. Эти идеи получили широкое признание как внутри организации, так и среди представителей Европейского союза, неправительственных организаций и Всемирного банка. В 1996 году Всемирная ассамблея здравоохранения проголосовала за их разработку.
Первый проект, рассмотренный Межправительственным органом по переговорам, рассматривал под «табачными изделиями» 14 различных типов продуктов. Чтобы избежать излишней детализированности списка, стороны позднее решили дать только общее определение табачных изделий. Таким образом, текст РКБТ определяет их как «изделия, полностью или частично изготовленные из листового табака как сырья, которое производится для курения, сосания, жевания или нюхания».

## Подписание и члены договора

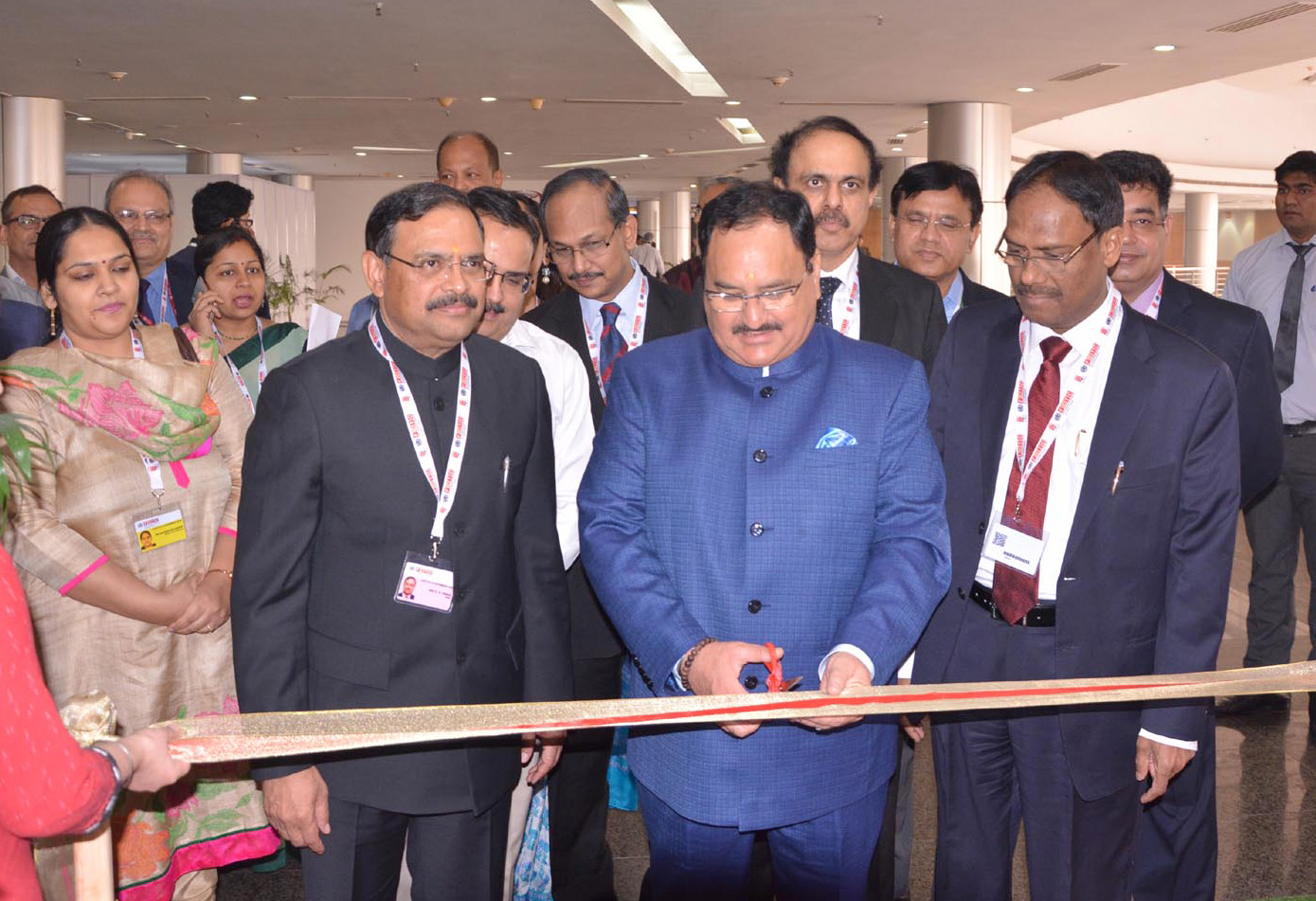
Открытие седьмой сессии Конференции сторон РКБТ ВОЗ, 2016 год

Рамочная конвенция ВОЗ по борьбе против табака была открыта для подписания после трёх лет переговоров 16—22 июня 2003 года в Женеве, а затем в штаб-квартире ООН в Нью-Йорке. Она стала первым документом, предложившим принцип международного подхода в борьбе с табакокурением. С 29 июня 2004 года конвенция закрыта для подписания, но новые страны могут присоединиться к договору. Процедура представляет собой одноэтапный процесс, эквивалентный ратификации. Для присоединения к конвенции государства или региональные организации экономической интеграции обязаны выполнить ряд условий, изложенных в статье 36, и представить соответствующие документы. На 90-й день после этого договор вступает в силу на территории страны или объединения.
Официально конвенция вступила в силу 27 февраля 2005 года. В течение первых пяти лет документ подписало 168 стран, что сделало соглашение одним из наиболее широко и быстро подписанных в истории ООН. Государства-члены РКБТ соглашаются добросовестно ратифицировать, принять или одобрить её, а также подтверждают стремление в реализации поставленных в ней целей.
Если во второй трети XX века государства обладали суверенитетом в борьбе с вредной привычкой, так как она относилась к компетенции правительств, то РКБТ предоставила подобные полномочия и межправительственным организациям. Так, одним из равноправных участников договора стал Европейский союз, представленный Комиссией ЕС. В собственных учредительных договорах союза отсутствуют чёткие положения, дающие ему право регулировать общественное здравоохранение, но организация получила его «эволюционным» путём.
Только за первые пять лет с момента вступления соглашения в силу около 80 % подписавших стран создали образовательные антитабачные программы, 70 % — ввели унифицированные предупреждения на упаковках. Начиная с 2012-го стороны отчитываются в своих достижениях раз в два года.
К 2018 году конвенция была ратифицирована почти повсеместно: по состоянию на май этого года в неё входила 181 страна, где проживает около 90% мирового населения. С точки зрения глобального руководства общественным здравоохранением антитабачная кампания стала уникальной областью политики, поскольку РКБТ представляет собой первый случай, когда ВОЗ использовала свои конституционные полномочия для руководства разработкой официального международного договора. Тем не менее, члены договора имеют право разрабатывать собственные планы реализации обязательств. Например, в 2018 году на 65-й сессии Регионального комитета ВОЗ для стран Восточного Средиземноморья государства-члены приняли Региональную стратегию и План действий по борьбе против табакокурения в дополнение к Региональной рамочной программе. Эти локальные и глобальные планы действий содержат практические рекомендации, которые помогут государствам-членам ускорить реализацию мер РКБТ и позднее разработанный ВОЗ пакет мер MPOWER. Кроме того, городские и субнациональные руководители имеют право вводить локальные запреты при недостаточно строгой национальной антитабачной политике. Например, в Пекине, Ланьчжоу, Шанхае, Шэньчжэне и Сиане в период с 2014 по 2018 год были приняты более жёсткие, чем на остальной территории Китая, законы о запрете курения.

## Положения и реализация
В отличие от предыдущих договоров о контроле за оборотом наркотических веществ, РКБТ ВОЗ разработана в ответ на глобализацию табачной эпидемии и закрепляет важность стратегий сокращения как спроса, так и предложения во всём мире. РКБТ устанавливает конкретные стандарты борьбы против табака для своих сторон. Но документ устанавливает только минимальные требования и не препятствует государствам-членам вводить более строгие антитабачные меры. Хотя технически нормы не являются юридически обязательными, на практике стороны соблюдают их.
Руководящие принципы (Статьи 1—5)
Первые статьи РКБТ закрепляют её цели, термины и международный статус документа. Так, основной задачей эксперты называют «защиту нынешнего и будущих поколений от разрушительных для здоровья, социума, экологии и экономики последствий потребления табака». ВОЗ признаёт, что существует фундаментальный и непримиримый конфликт между интересами табачной промышленности и общественного здравоохранения. Соответственно, власти несут ответственность за просвещение населения о вреде табакокурения, а также о попытках индустрии помешать антитабачной политике. Любое взаимодействие сторон с табачной промышленностью обязано быть прозрачным и подотчётным. Правительства должны регулировать и денормализировать скрытые маркетинговые практики, которые компании используют для улучшения имиджа в глазах общественности. Отрасль, включая государственные монополии, не должна получать финансовые или любые другие стимулы от властей.
Сокращение спроса (статьи 6—14)
Положения о сокращении спроса включают как ценовые, так и неценовые меры. К первым относят налоговое регулирование, ко вторым —  запреты на курение в учебных, медицинских и государственных учреждениях, регулирование состава табачных изделий, специфические требования к упаковке и маркировке, ограничение рекламы и продвижения, просветительские инициативы и т. п..
Популярность вредной привычки влечёт рост прямых затрат на здравоохранение, связанных с повышенной заболеваемостью курильщиков, и косвенных затрат, связанных с преждевременной смертью, инвалидностью и низкой производительностью труда употребляющих табак. Налоговая политика признана одним из наиболее эффективных средств сокращения табачной эпидемии из-за неэластичности спроса на табачные изделия. Статья № 6 РКБТ подчёркивает важность подобной практики, но оставляет за сторонами право устанавливать свою налоговую политику, учитывая национальные цели в области здравоохранения.
Статья № 8 опирается на основные права и свободы человека и нацелена на защиту некурящих от воздействия вторичного табачного дыма. Она предусматривает обязательства по созданию бездымной среды на рабочих местах, в закрытых общественных местах, в общественном транспорте и, «при необходимости», в «других общественных местах». РКБТ не оправдывает законодательные исключения, но допускает их. В случае, если правительство страны не в состоянии достичь повсеместного запрета сразу, предлагается поэтапный подход. Но члены договора должны стремиться обеспечить бездымную среду в общественных местах в течение пяти лет после вступления в силу Рамочной конвенции на их территории. ВОЗ подчёркивает необходимость закрепления положений законодательно. Некоторые стороны РКБТ (например, Финляндия и Германия) даже официально классифицировали вторичный табачный дым как канцероген, включив его в законодательство по охране здоровья и безопасности.
Меры, перечисленные в 8-й статье, полностью соответствуют уставу Всемирной организации здравоохранения, Конвенции о правах ребёнка, Конвенции о ликвидации всех форм дискриминации в отношении женщин и Пакту об экономических, социальных и культурных правах. Однако введению запретов на курение в общественных местах активно препятствуют табачные производители разных стран. Так, во время введения норм в России в 2012—2014 годах представители табачной индустрии высказывали опасения за прибыль малого бизнеса: якобы посетителей баров, кафе и ресторанов станет меньше, организации понесут значительные убытки. Но представители Министерства здравоохранения заявили, что мониторинг отрасли в конце 2014-го показал её рост при почти повсеместном соблюдении закона. Опыт Ирландии, Норвегии, США и других стран также подтверждал положительный эффект подобных мер: частота потребления табака снижалась не только в общественных местах, но и дома.
Статья № 9 касается тестирования состава табачных изделий и дыма, статья № 10 — раскрытия информации о таком составе производителями. Они обязаны предоставлять информацию о токсичных компонентах, а правительства стран-членов — информировать население о последствиях курения для здоровья. Зачастую потребители не полностью осознают, неправильно понимают или недооценивают риски заболеваемости и преждевременной смертности, связанные с употреблением табака. А компании используют специальные добавки, чтобы повысить привлекательность своего товара для начинающих курить, изменяя вкус и запах. Регулирование, предусмотренное в 9-й и 10-й статьях, стремится воспрепятствовать этому. Оно препятствует увеличению способности сигарет вызывать привыкание и увеличению их общей токсичности, что может способствовать сокращению распространённости болезней, связанных с табаком.
Согласно статье № 11, каждая сторона обязана разработать и внедрить предупреждающие надписи и графические изображения для упаковок табачных изделий. Сообщения о вреде табака на упаковках табачных изделий являются экономически эффективным средством повышения осведомлённости общественности о последствиях вредной привычки. В РКБТ указывается, что предупреждения должны занимать 50 % или более, но не менее 30 % основной площади упаковки. Их текст должен быть выделен полужирным шрифтом, выдержан в определённом размере, стиле и расцветке, которые улучшают читаемость надписи. Сторонам также следует следить, чтобы надписи располагались: на лицевой и оборотной сторонах, в основных областях отображения. Например, предупреждение в верхней части упаковки более заметно, чем в нижней, но вскрытие пачки не должно повреждать его. Запрещено продвижение табачных изделий благодаря вводящим в заблуждение или ошибочным надписям и изображениям на этикетках. Так, производители не имеют права использовать такие термины, как «с низким содержанием смол», «лёгкий», «сверхлёгкий».
Нормы к товарному виду должны быть реализованы в течение трёх лет после вступления в силу РКБТ. К 2018 году предупреждения о вреде табака на упаковках были обязательны на территории 90 % участников РКБТ. Но ВОЗ также поощряет стороны к более радикальным нормам. И всё бо́льшее число сторон внедряли или планировали внедрить простую или стандартизированную упаковку. Первой из них стала Австралия, где унифицированные упаковки стали обязательными в 2012 году. С тех пор Франция, Венгрия, Ирландия, Новая Зеландия, Норвегия, Великобритания, Уругвай, Буркина-Фасо, Канада, Грузия, Румыния, Словения, Таиланд и ряд других стран начали разработку идентичных законов.
Статья № 12 призывает использовать все доступные средства для повышения осведомлённости общественности о проблемах борьбы с табачной эпидемией. Документ предлагает конкретные меры, включающие образовательные программы; публичный доступ к информации о промышленности, в частности, об экономических и экологических последствиях производства табака; вовлечение в работу государственных и неправительственных организаций; проекты повышения компетенции медицинских и социальных работников, педагогов и других лиц, способных повлиять на отношение общественности к табаку. Так, антитабачные кампании в СМИ помогают значительно повысить осведомлённость о пагубных последствиях употребления табака. Сообщается, что они совместно с общественными и школьными программами, способны снизить распространённость курения среди молодых людей на 40 %. В статье предлагается конкретное руководство по мерам просвещения, коммуникации и обучения по вопросам табачной зависимости и прекращения употребления табака. Меры позволяют изменить отношение общественности к вредной привычке и являются эффективным способом достижения социальных изменений в этой сфере.
Статья № 13 закрепляет полный запрет на рекламу, стимулирование продажи и спонсорство табачной продукции. В течение пяти лет после вступления документа в силу соответствующие положения должны быть закреплены законодательно. Но ВОЗ допускает зависимость сторон от правовой среды и технических средств, что позволяет им вводить ограничения вместо полного запрета. Положения РКБТ относятся не только к прямой рекламе в средствах массовой информации, но и любые средства, которые могут создать ошибочное представление о характеристиках продукции и её воздействии на здоровье. Тем не менее табачная индустрия активно использует ряд скрытых маркетинговых стратегий. Он включает:
- рекламу электронных средств доставки никотина как «продуктов следующего поколения», которые якобы наносят меньший вред организму[51][52];
- вирусный маркетинг, спонсорство у блогеров и неявные методы продвижения в интернете[53][54][55][56];
- продакт-плейсмент в сериалах, художественных картинах и телешоу[57];
- брендинг, маркетинговые усилия по разработке фирменного стиля, логотипов, слоганов и лозунгов, дизайна упаковок и атрибутов[56][58][59];
- создание имиджа корпоративной ответственности, например, маркетинговую политику, направленную на улучшение имиджа благодаря видимой заботе о ресурсосбережении и защите окружающей среды[60][56].

Статья № 14 РКБТ ВОЗ побуждает стороны к укреплению или созданию инфраструктуры, направленной на помощь в отказе от вредной привычки.
Сокращение предложения (статьи 15—17)
Положения о сокращении предложения регулируют деятельность производителей и дистрибьюторов и направлены на: ограничение продаж сигарет несовершеннолетним, сокращение контрабандной продукции, стимулирование табачных фермеров к переходу на другие сельскохозяйственные культуры. Индустрия табачных изделий включает предприятия по производству сигарет, сигар, бездымного табака (жевательного, курительного и нюхательного), рассыпного курительного табака (трубочный и табак для самокруток), восстановленный (листовой) табак и других. Она является узкоспециализированной олигополией, зависящей от выращивания производственого сырья. Табачные компании традиционно предоставляют все необходимые ресурсы, а также ссуды для выращивания сельскохозяйственных культур. Проблемы сельскохозяйственного сектора, связанные с заключением контрактов различаются в зависимости от региона. Но зачастую сами фермеры зарабатывают очень мало за свой урожай по сравнению с окончательной ценой продукции. В среднем одна тонна табачного сырья, произведённая фермером и проданная переработчикам, увеличивается в цене в 47,2 раза к концу производственного цикла. И стороны РКБТ обязаны способствовать продвижению экономически выгодных для фермеров альтернатив табаку.
Другой важной мерой по сокращению предложения является регулирование незаконной торговли табачной продукцией. Стороны обязаны разработать эффективный механизм контроля происхождения продукции и её маркировки. Например, на упаковках должна быть указана страна реализации, чтобы власти могли отследить происхождение товара. Они обязаны собирать данные о трансграничной торговле табачными изделиями, обеспечить правовую защиту против незаконной торговли и обмен информацией между таможенными, налоговыми и другими органами.
Один из основных пунктов раздела касается продажи табака несовершеннолетним. Во многих странах подростковое курение является серьёзной проблемой. Приобщившись к вредной привычке в юном возрасте, курильщики испытывают больше проблем с отказом от курения. РКБТ обязует стороны:
- создать систему контроля над реализацией продукции;
- обязать продавцов размещать информацию о запрете продажи табачных изделий несовершеннолетним;
- запретить открытое размещение продукции на полках магазинов;
- обеспечить недоступность табачных автоматов несовершеннолетним;
- запретить распространение бесплатных сигарет несовершеннолетним (промо-упаковок);
- запретить реализацию сигарет поштучно или в небольших упаковках, которые более доступны молодёжи из-за меньшей стоимости;
- установить и принимать штрафные санкции против продавцов-нарушителей.

ВОЗ также поощряет страны к более серьёзным мерам. Например, к 2020 году в Нидерландах разрабатывался план по значительному сокращению количества точек продаж табака. Эта политика пользуется широкой общественной поддержкой, она призвана сократить доступ детей к табачным изделиям и влияние на них маркетинговых тактик.
Защита окружающей среды, гражданская ответственность, обмен научными знаниями и международное сотрудничество (Статьи 18-22)
Рамочная конвенция представляет собой новую правовую практику международного сотрудничества в области общественного здравоохранения. Так, страны-члены обмениваются информацией и успешными практиками на Конференции сторон. Статья 19 РКБТ побуждает министерства здравоохранения использовать также судебную систему в борьбе с табачной эпидемией. Так, в 2010-х годах Генеральная прокуратура Бразилии подала иск против крупнейших табачных корпораций страны, требуя возмещения повышенных расходов на здравоохранение, связанных с табачной эпидемией, компенсацию будущих трат и коллективный моральный ущерб. Эксперты ВОЗ признают прецедент успешным, так как он повысил осведомлённость общественности о влиянии вредной привычки на здоровье.
Одной из отличительных черт РКБТ является закрепление механизмов научно-технического сотрудничества между сторонами. Для этого они обязаны поддерживать исследования, направленные на изучение состояния эпидемии и последствий курения для организма. Регулярно участники договора представляют отчёты о ходе реализации положений РКБТ, статистические данные и научные открытия в этой области.
Международное сотрудничество и взаимная поддержка являются принципиальными для осуществления и повышения эффективности других статей документа. Кроме того, оно предусматривает меры по оказанию помощи странам с развивающейся или переходной экономикой.
Организационные вопросы (22—38)
РКБТ определяет полномочия Конференции сторон, которые включают вопросы финансирования и бюджет; контроль за исполнением положений договора и помощь в их реализации; разработку и внедрение протоколов, приложений и поправок к Конвенции; создание вспомогательных органов; взаимодействие со структурами Организации Объединённых Наций, а также других межправительственных организаций. Конференция сторон участвует в разрешении споров между государствами-членами РКБТ, внесении поправок и дополнений в документ. Деятельность органа направлена на помощь членам договора в реализации взятых обязательств, оценку их потребностей и поддержку в разработке законодательных инициатив. Более 50-ти международных межправительственных и неправительственных организаций аккредитованы в качестве наблюдателей Конференции сторон. Секретариат РКБТ участвует в организации сессий Конференции сторон и любых вспомогательных органов, обеспечивает координацию их работы, осуществляя документооборот и распространение информации внутри структуры. Каждая сторона РКБТ имеет возможность выхода из договора через два года с даты вступления, направив письменное уведомление. Отзыв признаётся действительным по истечении одного года с даты получения.

## MPOWER
В 2008 году ВОЗ представила пакет мер под аббревиатурой MPOWER. Его целью стало оказание помощи государствам-членам в определении приоритетов в борьбе против табачной эпидемии. По словам генерального директора ВОЗ Маргарет Чан, комплекс мер даёт «наилучший шанс обратить эту нарастающую эпидемию вспять» и доступен всем странам независимо от их экономического статуса. Пакет сосредоточен на шести основанных мерах, влияние которых на распространённость курения документально доказано:
- Monitor — мониторинг потребления табака и стратегий предупреждения табакокурения.
- Protect — защита людей от вторичного табачного дыма.
- Offer — предложение помощи в отказе от употребления табака.
- Warn — предупреждение об опасностях, связанных с табакокурением.
- Enforce — введение запретов на рекламу, стимулирование продаж и спонсорство табачных изделий.
- Raise — повышение налогов на табачные изделия.

В отчёте ВОЗ самой эффективной из стратегий названо увеличение налогов (Raise), которое одновременно обеспечивает снижение доступности табачных изделий и устойчивое финансирование для антитабачных мер. Положение предлагает повышение общей ставки налогообложения табака до более чем 75 % от розничной цены табачных изделий. Согласно отчётам ВОЗ о глобальной табачной эпидемии, в период с 2007 по 2018 год передовой опыт «R» был достигнут только в Австралии (по состоянию на 2018-й ставка — 77,5 %), Новой Зеландии (82,2 %) и Ниуэ (87,7 %).
Глобальные опросы населения показывают, что внедрение пакета ускорило принятие мер против табакокурения во всём мире. В общей сложности в период с 2014 по 2016 год 43 страны приняли как минимум одну политику MPOWER на самом высоком уровне, что привело к уменьшению количества смертей, связанных с курением, на 14,6 млн. Из них 13,3 млн было связано с внедрением предупреждений о вреде для здоровья, 0,6 млн — с повышением налогов и 0,4 млн — с усилением запретов на маркетинг. К 2019 году более 5 млрд человек, проживающих в 136 странах, охвачены, по крайней мере, одним из этих ключевых положений. Это число выросло в четыре раза с момента принятия пакета MPOWER. По оценкам 2020-го, осуществление пакета MPOWER одновременно с положениями РКБТ ВОЗ может снизить распространённость табакокурения в странах Средиземноморского региона на 40 % в течение 5 лет.

## Эффективность мер
РКБТ способствовала значительному прогрессу в борьбе с табачной эпидемией. Согласно предоставленным документам, уже к 2010 году 85 % участников создали национальные координационные органы по борьбе против табака. Почти 80 % — запустили просветительские инициативы о вреде табака и ввели ограничения по продаже табачных изделий несовершеннолетним. 70 % сторон ввели ряд требований к упаковке табачной продукции, например, наличие чётких и видимых предупреждений о вреде курения. В совокупности меры позволили снизить глобальную распространённость курения почти на 30 % в период с 1990 по 2015 год. Однако другие положения конвенции всё ещё оставались недостаточно реализованными, а прогресс не был одинаковым для разных стран. Так, вредная привычка была особенно распространена в странах с низким и средним уровнем дохода, где проживало 80 % курильщиков.
В 2018 году, впервые с момента вступления конвенции в силу, все её стороны официально представили минимум один отчёт о выполнении обязательств. Анализ этих документов подтвердил, что показатели их реализации колеблются от 13 до 88 %. Наиболее успешно и широко были реализованы положения РКБТ, которые имели ограничения по срокам. К ним относятся статьи о защите от воздействия табачного дыма (№ 8), об ограничениях к маркировке продукции (№ 11) и рекламе (№ 13). Так, более 90 % стран указало, что они внедрили налоговую или ценовую политику, а также запреты на курение во всех общественных местах. 85 % — запретило продажу табачных изделий несовершеннолетним.
В 2018 году почти две трети сторон сообщили о мерах, принятых для предотвращения вмешательства табачной промышленности в антитабачную политику. Такое же количество членов договора включила услуги по диагностике и лечению табачной зависимости в национальные программы здравоохранения. Также более двух третей сторон сообщили о принятии или усилении законодательства, направленного на борьбу с контрабандой на национальном уровне. Национальные системы эпиднадзора, созданные более чем в 70 % стран-участниц РКБТ, способствовали более эффективному мониторингу реализации положений договора и Целей устойчивого развития ООН. Значительно реже были реализованы меры по защите окружающей среды и стимулированию переориентации табачных ферм (№ 17), законодательному принятию норм уголовной и гражданской ответственности (№ 19). Данные свидетельствовали, что многие страны не способны достичь цели ВОЗ по относительному сокращению употребления табака среди взрослых на 30 % к 2025 году. И эксперты подчёркивают, что реализация всех положений РКБТ ВОЗ всеми её сторонами необходима, чтобы «положить конец» табачной эпидемии.
Рамочная конвенция представляет собой новый подход к международному сотрудничеству в области здравоохранения и представляет новую правовую веху в области общественного здравоохранения. Однако её успех зависит от того, насколько добросовестно страны исполняют свои обязательства.

## РКБТ и электронные сигареты
Вопрос о включении новых способов доставки никотина в положения РКБТ обсуждался с момента их появления в начале 2010-х годов. Так как подобная продукция не подпадает под существующие нормы, в отдельных странах она пользуется более благоприятным налогообложением и меньшими ограничениями, чем другие табачные изделия. Своё первое решение по этому вопросу Конференция сторон РКБТ приняла только в 2018 году. После анализа текущих тенденций ВОЗ не рекомендовала никаких конкретных действий, кроме сбора данных для улучшения оценки влияния продукции на распространение табакокурения. Эксперты признают решение по этому вопросу неудовлетворительным, так как оно допускает двусмысленность в классификации табачной продукции. В частности, неясно распространяются ли положения РКБТ на сами устройства нагревания или только на стики. Соответственно, решение не оказывает адекватной помощи сторонам при регулировании таких продуктов.

## Реакция табачной промышленности
Табачные производители используют ряд стратегий и аргументов против внедрения практик РКБТ. Их основными аргументами являются: заявления об ущемлении прав курильщиков и производителей, а также о недоказанной эффективности мер. Однако ВОЗ опровергает подобные доводы. Эксперты подчёркивают, что свободу граждан и производителей не ограничивают в большей степени, чем необходимо, а эффект от любых антитабачных мер заметен только в длительной перспективе.
Табачная промышленность использует прямые и косвенные тактики, препятствуя реализации положений РКБТ. Например, отрасль использовала торговые и инвестиционные соглашения для оспаривания законодательства, касающегося простой упаковки в Австралии. Закон вызвал противодействие со стороны крупнейших табачных компаний, но их иски были отклонены, так как меры не нарушали конституцию страны. В ходе разбирательств апелляционный орган ВТО признал меры по сохранению жизни и здоровья человека как «жизненно важные и в высшей степени необходимые», разрешив странам самостоятельно определять антитабачную программу. Это, как ожидается, создаст правовой прецедент и стимул для введения аналогичного законодательства в других странах. Кроме того, табачные лоббисты могут утверждать, что унифицированная упаковка ведёт к росту контрабанды и увеличению числа преступлений в магазинах. Тем не менее необоснованность аргументов доказали опыт Австралии и Великобритании, где запрет брендинга существует с 2016 года.
По состоянию на 2019 год ни одна из стран-участниц договора не реализовала в полной мере нормы по защите политики общественного здравоохранения от вмешательства табачной промышленности. И представители индустрии находят способы для государственного партнёрства вопреки положениям РКБТ. Вмешательство табачной промышленности в сочетании с появлением новых способов употребления табака считается наиболее серьёзными препятствиями к достижению закреплённых в РКБТ целей.

## Критика
Рамочная конвенция представляет собой новый подход к международному сотрудничеству в области здравоохранения. Однако её успех зависит от того, как страны реализуют свои обязательства, и их приверженности принципам, отражённым в конвенции. В отчёте 2018 года большинство сторон РКБТ отмечали недостаток человеческих, финансовых и технических ресурсов для модернизации системы налогообложения, проведения исследований и национальных просветительских программ. Но ВОЗ подчёркивает, что уже сам факт принятия и реализации Конвенции положительно сказывается на осведомлённости населения, укреплении международного сотрудничества, активизации работы правительств и созданию сети поддерживающих органов внутри и за пределами системы ООН.

## Россия и РКБТ
Хотя Россия принимала участие в разработке РКБТ, на первоначальном этапе она не входила в программу. Тем не менее ряд общественных деятелей выступали за присоединение страны к договору, например, созданная в 2006-м Антитабачная адвокативная коалиция. 24 апреля 2008 года президент России подписал Федеральный закон № 51-ФЗ «О присоединении Российской Федерации к Рамочной конвенции ВОЗ по борьбе против табака».
По мнению отдельных исследователей, первые меры, принятые в рамках РКБТ, были незначительны. Это подтверждали показатели Глобального опроса взрослого населения 2009 года: распространённость курения табака в превышала 39 % . Вскоре был создан национальный Координационный совет по борьбе против табака, который контролировал осуществление российских обязательств по договору. В орган вошли политические и медицинские деятели под началом заместителя министра здравоохранения Юрия Воронина. В 2009 году члены совета представили первую редакцию национальной стратегии против курения до 2015 года. Её основными задачами стали:
- снижение числа курильщиков среди населения на 10—15 %;
- сокращение употребления табака детьми, подростками и беременными женщинами;
- уменьшение числа граждан, подвергающихся пассивному курению;
- ликвидация курения в образовательных, медицинских, культурных спортивных учреждениях и во всех закрытых помещениях;
- повышение осведомлённости населения о рисках для здоровья, связанных с потреблением табака;
- увеличение охвата антитабачной пропаганды до 90 % населения;
- поэтапное увеличение акцизов на все табачные изделия, приведение их к среднему для стран Европейского региона уровню;
- установление одинаковых налоговых ставок для сигарет с фильтром и без.

После подписания Национальной стратегии противодействия курению в 2010 году законодательные органы начали работу над новым нормативным актом «Об охране здоровья граждан от воздействия окружающего табачного дыма и последствий потребления табака». Стремление табачных корпораций ослабить законопроект существенно замедлили его подписание, которое состоялось только в феврале 2013 года. Акт был призван заменить устаревшие нормы и привести российское законодательство в соответствие с обязательствами перед ВОЗ. Он ввёл полный запрет на курение табака во всех общественных местах; ужесточил требования к дизайну упаковки; продолжил практику прогрессивного повышения налогов, усиления антитабачных кампаний, запрета на все виды рекламы, спонсорства и продвижения табачной продукции.
Сравнение показателей Глобального опроса населения 2009 и 2016 годов подтвердило положительную динамику в стране. Если в первом из них распространённость курения среди взрослого населения составила 39,4 %, то за семь лет удалось снизить этот показатель до 30,9 %. В целом мужчины стали курить на 16 % реже, женщины — на 34 %. Снизилось воздействие на людей любого вида рекламы и спонсорства сигарет (на 44,9 %). Таким образом, были выполнены целевые ориентиры Концепции государственной политики 2010—2015 годов. В 2018 году ВОЗ сообщала о распространённости курения среди россиян старше 15 лет на уровне 28,3 % (40,9 % для мужчин, 15,7 % для женщин).